# Drame héroïque
Pour les articles homonymes, voir drame.

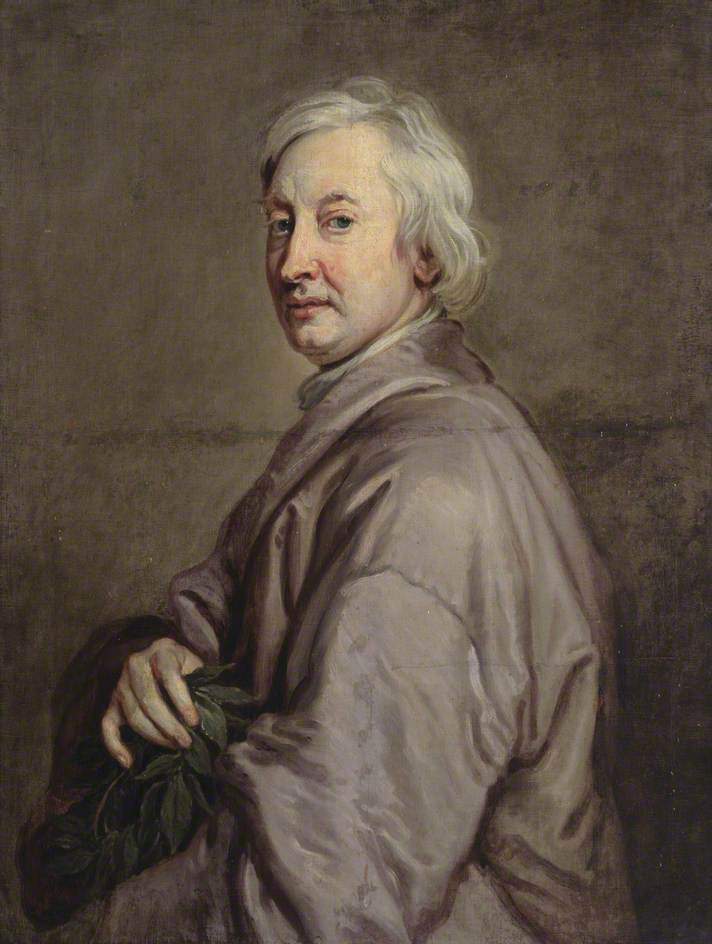
John Dryden, d'après Godfrey Kneller, 1697.

Le drame héroïque (Heroic drama en anglais) est un genre théâtral qui fut très à la mode en Angleterre dans les années 1670, et qui se distingue à la fois par la structure de la versification et par les thèmes choisis. Le terme fut inventé par John Dryden pour sa pièce La Conquête de Grenade (1670). Dans la préface à l'édition imprimée de cette pièce, Dryden avance que la tragédie est une variété d'épopée appliquée à la scène, et que de même que l'épopée est une sorte de poésie, le drame héroïque est parallèlement une sorte  de théâtre. Dryden en tira une série de règles spécifiques au genre.
Le drame héroïque se doit notamment d'aborder un sujet relatif aux origines nationales, à des événements mythologiques, ou à tout autre thème empreint de sérieux. Le héros, par ailleurs, doit être puissant, déterminé et, tout comme Achille, parvenir à ses fins même quand il a tort. La Conquête de Grenade suivait toutes ces règles : l'histoire relate en effet la fondation de la nation espagnole (Charles II d'Angleterre étant connu pour son hispanophilie, le choix de ce sujet est très opportun), et le héros, Almanzor, fait preuve d'un tempérament martial et héroïque.
George Villiers, 2e duc de Buckingham, ainsi que d'autres, rédigèrent nombre de satires sur le drame héroïque, notamment dans La Répétition. La parodie eut un succès suffisant pour que le drame héroïque disparaisse ensuite largement de la scène. Buckingham s'en prend en particulier à la stupidité et à la vanité des héros militaires représentés dans ce genre de pièces.